# Bitva o Santiago
Jako bitva o Santiago (italsky Battaglia di Santiago, španělsky Batalla de Santiago) je označován zápas skupiny B na Mistrovství světa ve fotbale 1962 v Chile mezi reprezentací Chile a reprezentací Itálie. Zápas se hrál 2. června 1962 v Santiagu, hlavním městě Chile. Zápas proslul kvůli brutalitě, dva hráči Itálie byli vyloučeni.
| „                             | Zápas, který uvidíte, je ukázkou hlouposti, nechutnosti a hanebnosti fotbalu. Týmy se střetly poprvé a doufejme, že i naposledy. Pokud má světový šampionát přežít, musí se s tím něco udělat. | “ |
| — moderátor BBC David Coleman | |   |

## Pozadí

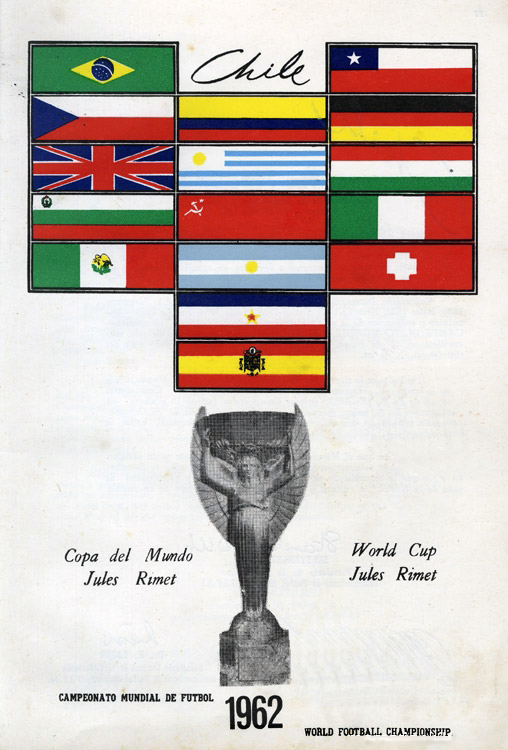
Plakát na Mistrovství světa ve fotbale 1962

Ve skupině B bylo kromě Chile a Itálie také Západní Německo a Švýcarsko. Itálie v prvním zápase uhrála remízu se Západním Německem a Chile zvítězilo nad Švýcarskem. Oba týmy tak hrály o postup a v zápase nesměly prohrát. Zápas navíc doprovázelo značné napětí, které způsobili italští novináři Antonio Ghirelli a Corrado Pizzinelli. Chile před dvěma lety postihlo zemětřesení. Santiago popsali jako „odpadní stoku“.
| „ | Telefony nefungují, taxíky jsou stejně vzácné jako věrní manželé a obyvatelstvo je náchylné k podvýživě, negramotnosti, alkoholismu a chudobě. Celé čtvrti jsou plné prostitutek. Tato země a její lidé jsou hrdě nešťastní a zaostalí | “ |

Chilský tisk odvetně psal o Italech jako o fašistech, mafiánech, sexuálních zvrhlících a uživatelích drog (někteří hráči Interu Milán byli zapletení do dopingu). Ghirelli a Pizzinelli z Chile radši uprchli ještě před zápasem.
Zápasy na tomto šampionátu byly již od začátku násilné.
| „               | Mistrovství sklouzává do krvavé lázně. Reporty ze zápasů jsou jako zprávy z fronty | “ |
| — Daily Express |                                                                                    |   |

## Zápas

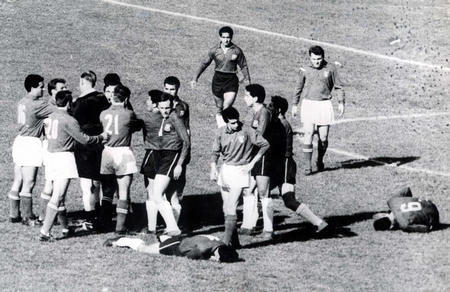
Hádka hráčů s rozhodčím Astonem

Zápas soudcoval anglický rozhodčí Ken Aston, který později vynalezl žlutou a červenou kartu. Zápasu přihlíželo 66 tisíc diváků.
Dvanáct sekund po začátku zápasu byl spáchán první faul. Chilané měli Italy provokovat a plivat na ně. První byl vyloučen Giorgio Ferrini z Itálie, za faul na Honorina Landu. Ferrini odmítl opustit hřiště, proto byl odveden policií. Hra pokračovala po osmiminutové přestávce.
Ke konci 1. poločasu Chilan Leonel Sánchez po výskoku uštědřil levý hák na bradu Italovi Mario Davidovi, který ho předtím nakopl. David padl nazad.
| „              | Takový levý hák fotbalový svět ještě neviděl | “ |
| — komentář BBC |                                              |   |

Rozhodčí Aston ale Sáncheze nevyloučil.
O pár minut později David kopl Sáncheze kopačkou do hlavy a byl vyloučen.
| „             | My jsme byli oběť, oni násilníci. Dal mi pěstí a nic se nestalo. Pak jsem ho trefil nohou do ramene a ten nestydatý Aston mě vyloučil. | “ |
| — Mario David | |   |

Italský útočník Humberto Maschio utrpěl po Sánchezově úderu pěstí zlomeninu nosu, ani nyní nebyl vyloučen.
| „           | Neviděl jsem to, stál jsem zády. Pomezní mi nic neřekl, byl jsem tam sám proti dvaadvaceti hráčům. | “ |
| — Ken Aston | |   |

Během dalších rvaček třikrát zasahovala policie.
V 73. minutě zápasu vstřelil Jaime Ramírez a v 87. minutě Jorge Toro gól. Zápas skončil vítězstvím Chile 2:0, a to ho kvalifikovalo do vyřazovací fáze.

### Detaily zápasu
| 2. června 1962 15:00 UTC-4 |         |        |                                                                                     |
| Chile                      | '2 – 0' | Itálie | Estadio Nacional, Santiago de Chile diváci: 66 057 rozhodčí: Kenneth Aston (Anglie) |
| Ramírez 73' Toro 87'       | Report  |        | Estadio Nacional, Santiago de Chile diváci: 66 057 rozhodčí: Kenneth Aston (Anglie) |

| GK             | 1  | Misael Escuti      |
| RB             | 2  | Luis Eyzaguirre    |
| CB             | 5  | Carlos Contreras   |
| CB             | 3  | Raúl Sánchez       |
| LB             | 4  | Sergio Navarro (c) |
| RH             | 8  | Jorge Toro         |
| LH             | 6  | Eladio Rojas       |
| OR             | 7  | Jaime Ramírez      |
| IR             | 9  | Honorino Landa     |
| IL             | 10 | Alberto Fouilloux  |
| OL             | 11 | Leonel Sánchez     |
| Trenér:        |    |                    |
| Fernando Riera |    |                    |

| GK          | 12 | Carlo Mattrel        |
| RB          | 18 | Mario David 41'      |
| CB          | 19 | Francesco Janich     |
| CB          | 4  | Sandro Salvadore     |
| LB          | 16 | Enzo Robotti         |
| RH          | 20 | Paride Tumburus      |
| LH          | 21 | Giorgio Ferrini 8'   |
| OR          | 7  | Bruno Mora (c)       |
| IR          | 9  | José Altafini        |
| IL          | 8  | Humberto Maschio     |
| OL          | 11 | Giampaolo Menichelli |
| Trenér:     |    |                      |
| Paolo Mazza |    |                      |

| Asistenti rozhodčího: Leo Goldstein Fernando Buergo Elcuaz |

## Důsledky
Prezident FIFA, Stanley Rous, svolal schůzku zástupů všech týmů na šampionátu, aby jim domluvil.
Chile skončilo druhé ve skupině B a postoupilo do vyřazovací fáze, nakonec získalo bronzovou medaili. Vítězem skupiny a dalším postupujícím týmem bylo Západní Německo. Itálie ze skupiny nepostoupila, nepomohla jí ani výhra se Švýcarskem, které skončilo ve skupině poslední.
Ken Aston později vymyslel žlutou a červenou kartu. Karty byly poprvé použity na Mistrovství světa ve fotbale 1970 v Mexiku.
Reprezentace Itálie a Chile se znova střetly na Mistrovství světa ve fotbale 1966 v Anglii. Itálie zvítězila 2:0. Ani jeden tým ale ze skupiny nepostoupil. Další vzájemný střet obou týmů se odehrál na Mistrovství světa ve fotbale 1998, remizovaly 2:2. Oba dva týmy postoupily do vyřazovací fáze.